# ドンキーコングカードゲーム
ドンキーコングカードゲームは、1999年12月10日に任天堂が発売した、ドンキーコングを題材にしたトレーディングカードゲームである。

## 概要
キャラクターやアイテムのほとんどは、テレビアニメ「ドンキーコング」とNINTENDO 64用ソフト「ドンキーコング64」から作られている。

## ルール
ルールはじゃんけんを基本としている。

## カードの種類
裏面の枠は、キャラクターカードは黄色、その他のカードは赤色となっている。
- キャラクターカード
- 技カード
  - パンチ
  - キック
  - 投げ技
  - 防御
- サポートカード

一部のカードはプロモーションカードとしてドンキーコング64に同梱されていたり、コロコロコミックなどの付録に入っていた。